# Surfactine
La surfactine est un lipopeptide synthétisé par voie non ribosomique appelée thiotemplate ou système NRPS. C’est un lipopeptide cyclique formé d’un peptide de 7 acides aminés de conformation D et L lié à un acide gras β-hydroxylé linéaire ou ramifié contenant de 13 à 15 atomes de carbone. C’est un composé  amphiphile (responsable de son activité tensioactive) constitué d’une partie polaire hydrophile (peptide) et d’une partie apolaire hydrophobe (lipide).

## Activités de la surfactine
La surfactine est reconnue comme étant la plus efficace des bioTensioactifs avec une capacité de réduire la tension de surface de l'eau à 27 mN/m. En plus de cette activité tensioactive et moussante, la surfactine présente de nombreuses activités biologiques d’intérêt :
- antimicrobienne[2] ;
- antifongique ;
- hypocholestérolémiante ;
- induit le mécanisme de résistance des plantes contre les phytopathogènes ;
- hémolytique[3] ;
- dégrader certains hydrocarbures.

La membrane plasmique constitue le site de ses activités biologiques. Il existe plusieurs hypothèses pour les mécanismes de ses activités.

## Concentration micellaire critique
La surfactine et les lipopeptides présentent des avantages par rapport aux tensioactifs chimiques tels que leur faible concentration micellaire critique CMC et leur biodégradabilité. Au-dessus de la concentration micellaire critique, une agrégation des molécules de surfactine se fait pour former des micelles. 
Les CMC de lipopeptides produits par Bacillus subtilis sont présentées dans le tableau ci-dessous.
| Lipopeptides | CMC mg/L |
| ------------ | -------- |
| Surfactine   | 10       |
| Iturine A    | 20       |
| Fengycine    | 11       |

## Domaines d'utilisation
L’utilisation des tensioactifs est en forte augmentation ces dernières années. Ces molécules sont généralement d’origine chimique et provenant essentiellement des dérivés chimiques du pétrole. Les tensioactifs d’origine (bactérienne) biologiques tels que les lipopeptides et essentiellement la surfactine peuvent être utilisés à la place des tensioactifs chimiques du fait qu’ils sont biodégradables. De plus, même à de très faibles concentrations, ces molécules sont très actives. Ces molécules peuvent être utilisées en :
- pétrochimie ;
- agroalimentaire ;
- agriculture ;
- industrie pharmaceutique ;
- industrie cosmétologique.